# Guía de campo

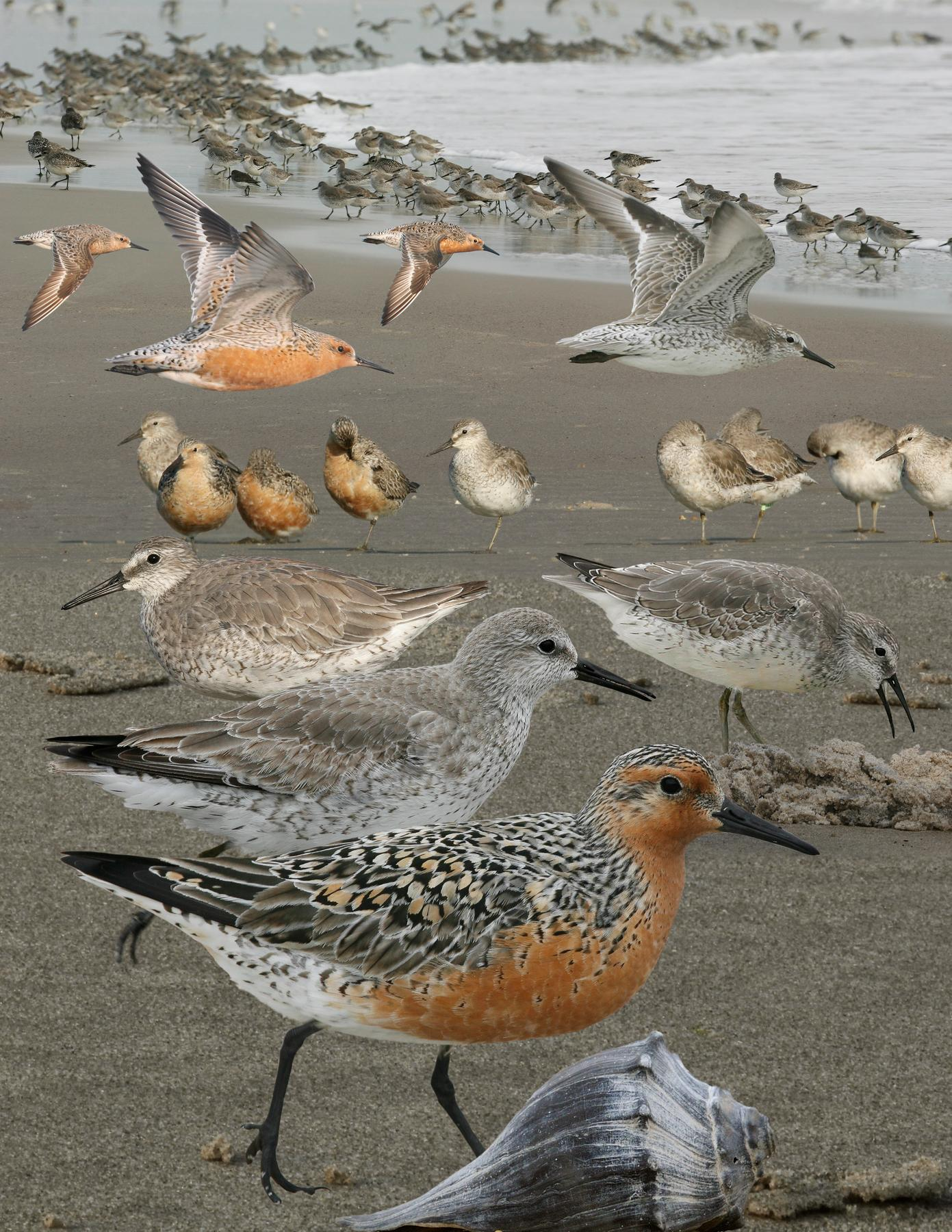
Una lámina de especies de The Crossley ID Guide: Eastern Birds, que ilustra diferentes plumajes del calidris canutus.

Una guía de campo es un libro diseñado para ayudar al lector a identificar la vida silvestre (plantas o animales) u otros objetos de ocurrencia natural (por ejemplo, minerales). Generalmente está diseñado para ser llevado al «campo» o área local donde existen tales objetos para ayudar a distinguir entre objetos similares. Las guías de campo a menudo están diseñadas para ayudar a los usuarios a distinguir animales y plantas que pueden ser similares en apariencia pero no necesariamente están estrechamente relacionados.
Normalmente incluirá una descripción de los objetos cubiertos, junto con pinturas o fotografías y un índice. Los libros de identificación de campo más serios y científicos, incluidos los destinados a estudiantes, probablemente incluirán claves de identificación para ayudar con la identificación, pero la guía de campo de acceso público es más a menudo una guía de imágenes navegable organizada por familia, color, forma, ubicación u otros descriptores.